# Crazy Taxi: City Rush
Crazy Taxi: City Rush (с англ. — «Безумное такси: Городской рывок») — мобильная игра серии Crazy Taxi, разработанная студией Hardlight и изданная компанией Sega для смартфонов под управлением iOS и Android 31 июля 2014 года.

## Игровой процесс

Игрок перевозит пассажира. В отличие от предшественников, такси всегда непрерывно едет вперёд

Crazy Taxi: City Rush, как и предыдущие части серии, выполнена в трёхмерной графике.
Геймплей заметно отличается от предшественников и адаптирован для мобильных устройств с управлением с помощью сенсорного экрана, вследствие чего такси постоянно находится в движении, а игроку нужно лишь поворачивать в нужную сторону. Перед началом игры нужно выбрать таксиста, автомобиль и место города, в котором будет проходить действие. В Crazy Taxi: City Rush используется модель free-to-play: некоторый контент изначально недоступен, и его нужно либо открывать путём прохождения, либо купить за реальные деньги, но сама игра распространяется бесплатно. Цель игрока — отвезти пассажира в место назначения, причём в машине игрока всегда находится как минимум один пассажир. Узнать направление маршрута помогает стрелка. На пути следует собирать монеты и выполнять различные манёвры (например, проезд впритирку с транспортным трафиком), чтобы заработать больше денег, однако столкновений с другими машинами следует избегать. Время, за которое нужно отвезти пассажира, ограничено, и чтобы его пополнять, нужно проезжать контрольные точки. Как только такси прибудет в место назначения, нужно остановиться и подобрать нового пассажира. После того, как были перевезены все пассажиры, игрок может выбрать новое задание, а также купить дополнительный контент благодаря заработанной внутриигровой валюте.

## Разработка и выход игры
Анонс Crazy Taxi: City Rush состоялся 14 марта 2014 года. Игра является первой совершенно новой частью серии со времён Crazy Taxi: Catch a Ride 2003 года. Разработкой Crazy Taxi: City Rush занимался создатель франшизы, Кенджи Канно, совместно со студией Hardlight, которая уже имела опыт по созданию изданных компанией Sega мобильных игр, таких как Sonic Jump и Sonic Dash. По словам команды, Crazy Taxi: City Rush содержит всё, за что серию любили игроки, и будет иметь интуитивно понятное управление, что сделает игру действительно весёлой и доступной.
Crazy Taxi: City Rush была выпущена 31 июля 2014 года в App Store и Google Play для устройств под управлением iOS и Android соответственно.

## Оценки и мнения
| Сводный рейтинг    | Сводный рейтинг |
| Агрегатор          | Оценка          |
| ------------------ | --------------- |
| GameRankings       | 65 %            |
| Metacritic         | 63/100          |
| Иноязычные издания |                 |
| Издание            | Оценка          |
| Hyper              | 40/100          |
| Pocket Gamer       | 6/10            |

Игра получила смешанные отзывы от критиков. Обозревателям понравился простой, весёлый и лёгкий в освоении геймплей, но к недостаткам были отнесены невысокая реиграбельность, большое количество рекламы, частые загрузки и навязчивый платный контент, который игроки порой вынуждены покупать для прохождения игры. На сайте GameRankings средняя оценка составляет 65 %, а на Metacritic — 63 балла из 100 возможных.